# Гейнспорт Тауншип (Нью-Джерсі)
Гейнспорт Тауншип (англ. Hainesport Township) — селище (англ. township) в США, в окрузі Берлінгтон штату Нью-Джерсі. Населення — 6035 осіб (2020).

## Демографія
Згідно з переписом 2010 року, у селищі мешкало 6110 осіб у 2239 домогосподарствах у складі 1726 родин. Було 2305 помешкань
Расовий склад населення:
| - 84,8 % — білих - 7,5 % — чорних або афроамериканців - 4,1 % — азіатів - 0,1 % — корінних американців - 1,4 % — осіб інших рас |

До двох чи більше рас належало 2,1 %. Частка іспаномовних становила 5,1 % від усіх жителів.
За віковим діапазоном населення розподілялося таким чином: 25,4 % — особи молодші 18 років, 60,3 % — особи у віці 18—64 років, 14,3 % — особи у віці 65 років та старші. Медіана віку мешканця становила 41,9 року. На 100 осіб жіночої статі у селищі припадало 92,9 чоловіків;  на 100 жінок у віці від 18 років та старших — 89,9 чоловіків також старших 18 років.
Середній дохід на одне домашнє господарство  становив 107 737 доларів США (медіана — 90 331), а середній дохід на одну сім'ю — 124 442 долари (медіана — 102 284). Медіана доходів становила 78 925 доларів для чоловіків та 61 552 долари для жінок. За межею бідності перебувало 5,4 % осіб, у тому числі 7,4 % дітей у віці до 18 років та 3,0 % осіб у віці 65 років та старших.
Цивільне працевлаштоване населення становило 3255 осіб. Основні галузі зайнятості: освіта, охорона здоров'я та соціальна допомога — 30,0 %, науковці, спеціалісти, менеджери — 13,4 %, роздрібна торгівля — 10,8 %, фінанси, страхування та нерухомість — 9,6 %.